# Einsteins summakonvention
Einsteins summakonvention infördes av Albert Einstein (1879-1955) och är ett sätt att förkorta och förenkla notationen i formler där flera olika summor förekommer, vilket är mycket vanligt inom fysiken i vektoranalys, gruppteori och i både den speciella och allmänna relativitetsteorin. Den här konventionen används även inom andra delar av matematiken. Principen är att om en indexvariabel upprepas, är det underförstått att summering görs över alla tillåtna värden på indexvariabeln, alltså {\displaystyle \;\sum _{a}x_{a}x^{a}=x_{a}x^{a}}. Den verkliga nyttan av detta sätt att skriva inses om man har flera olika index att summera över. Jämför till exempel
{\displaystyle \;\sum _{a}\sum _{b}\sum _{c}\sum _{d}R_{abcd}x^{a}y^{b}z^{c}u^{d}}
med samma formel skriven som {\displaystyle \;R_{abcd}x^{a}y^{b}z^{c}u^{d}}.
I relativitetsteorin skrivs summeringen alltid med ett index "upp" och ett index "ned" som i exemplet ovan för att bilda Lorentzinvarianta summor. I vanlig vektoranalys (som till exempel i elektromagnetisk fältteori) är det ingen skillnad på index uppe och nere; då skrivs de oftast med båda index ned (eller ibland med båda uppe).
Se även tensor.